# Château de Camalières
 (mai 2023).
- Si vous ne connaissez pas le sujet, laissez ce bandeau (vous pouvez alors contacter les auteurs).
- Si vous supprimez le contenu mis en cause (vous pouvez préalablement contacter les auteurs),

argumentez précisément cette suppression dans la page de discussion
(un manque de référence n'est pas un argument ; une recherche réelle de référence doit avoir été effectuée, être formellement documentée).
Le château de Camalières est un château situé à Lacaze dans le Tarn, en région Occitanie (France). 
Construit au XIXe siècle, c'est un grand édifice élisabéthain ayant longtemps appartenu à la famille de Villeneuve. Il est aujourd’hui la propriété de Regis Meliodon. 

## Historique

### Origine
Dès le XVIe siècle, un certain Benoît de Lafont, marié à Marie d'Albaroque, est mentionné comme seigneur de Camalières, dans l'actuel département du Tarn. Néanmoins, il s'avère très certain que ce lieu ainsi cité soit situé sur la commune de Monestiés, proche de Cordes, et non pas à Lacaze.

### Le château

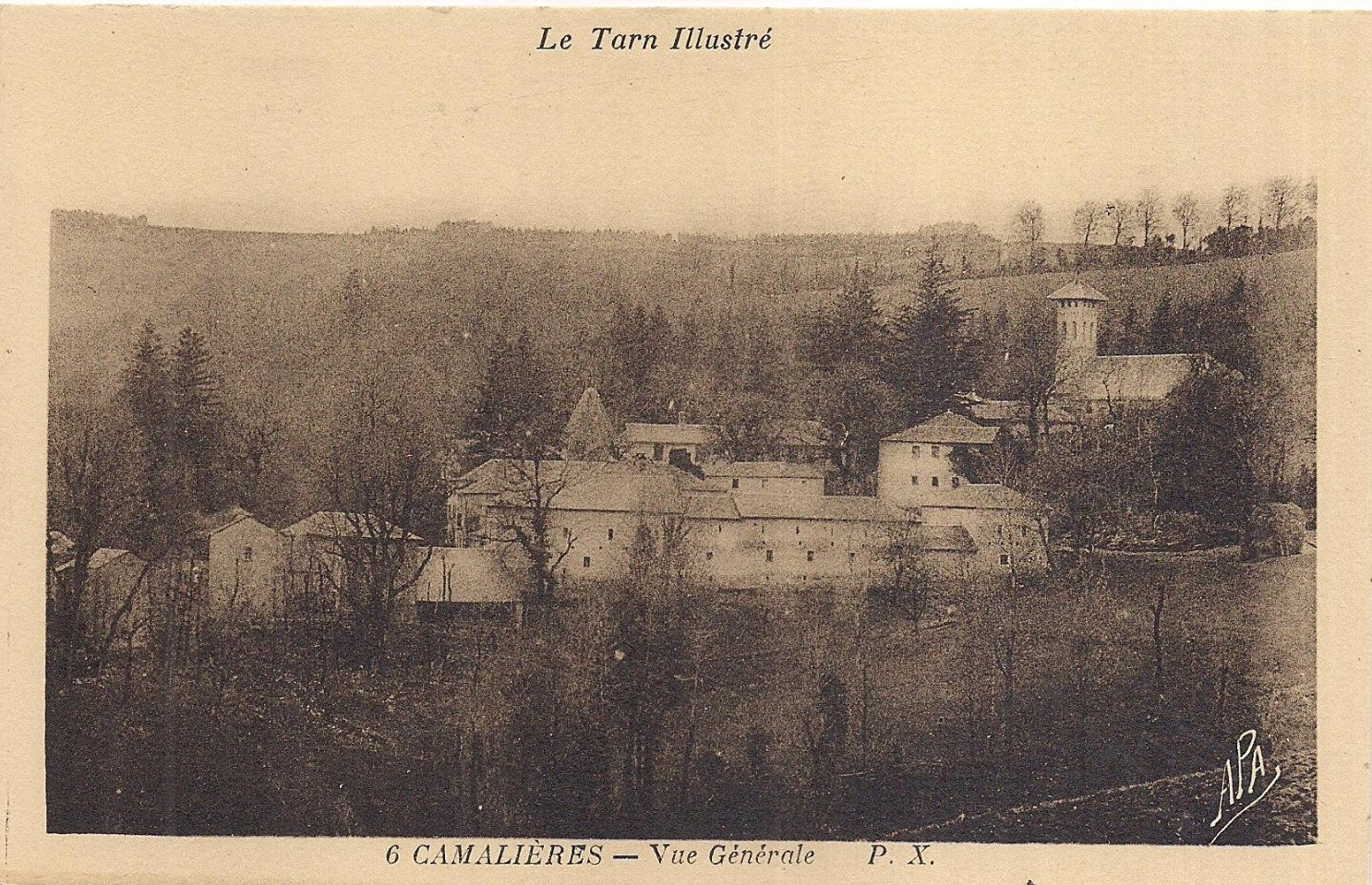
Le hameau de Camalières, son château et son église

Le château de Camalières aurait été construit au milieu du XIXe siècle, par la famille de Carayon de la Tour ou (famille de Carayon-Latour), alors en possession des terres. C'est sûrement le baron Edmond de Carayon-Latour (18 juillet 1811 - 3 mars 1887) qui commanda la bâtisse, après son mariage avec Henriette de Chateaubriand, fille du comte Geoffroy Louis de Chateaubriand. Il était alors député du Tarn.
Le fils d'Edmond, le baron Henri de Carayon-Latour (17 avril 1850 - 29 novembre 1916), hérite de la demeure. Il épouse Marguerite Jacqueline Alphonsine d'Alsace de Hénin-Liétard (1858 - 1931), le 11 septembre 1878. Une de leur fille, Simone de Carayon-Latour apporte en dot le château de Camalières au marquis Pons-Louis de Villeneuve. Le château demeure encore aujourd'hui dans la famille de Villeneuve, qui possède aussi le château d'Hauterive, à Castres.

## Architecture
Le château de Camalières, dont la majeure partie s'inspire de l'architecture élisabéthaine, se compose d'un seul grand corps de logis en équerre, orienté Est-Ouest. Il est entièrement couvert d'une toiture en ardoise, que l'on retrouve par ailleurs sur la totalité des maisons du hameau de Camalières. 
Le logis s'organise sur deux étages, et est flanqué d'une petite tourelle circulaire, coiffée en cône, quasiment placé sur son angle Nord-Est. Elle contient possiblement un escalier à vis, comme il est coutume. Un seconde tour, carrée et massive, flanque l'édifice en son angle Nord-Ouest. Elle est assimilable à un donjon. Sur la façade, différents blasons de pierre ornent la bâtisse, et certains viendrait même du château de Lacaze, à quelques kilomètres.